# Устинова, Дарья Сергеевна
Дарья Сергеевна Устинова (род. 8 мая 1998, Санкт-Петербург) — российский пловец, член национальной сборной России с 2013 года. Экс-рекордсмен мира. Многократный чемпион и рекордсмен России. Участница финальных заплывов Олимпиады-2016.

## Биография
Родилась и живёт в Санкт-Петербурге. Учится в Санкт-Петербургском политехническом университет Петра Великого. Тренируется у Валерия Измайлова, тренера высшей категории, старшего тренера школы олимпийского резерва «Комета» г. Санкт-Петербурга.
В юниорах — неоднократная победительница первенств мира и Европы, призёр II юношеских Олимпийских игр.
Чемпионка России (2013, 2014, 2016 — эстафета 4×100 м. в/с; 2014 — эстафета 4×200 м. в/с; 2016 — эстафета 4×100 м. комб; 2014, 2015, 2017 смешанная эстафета 4×100 м. в/с; 2014 — смешанная эстафета 4×100 м. комб).
Серебряный (2015 — эстафета 4×200 м. в/с) и бронзовый (2017 — эстафета 4×200 м. в/с) призёр чемпионатов России.
Чемпионка России на короткой воде (2015 — эстафета 4×50 м. в/с; 2015—2017 — эстафета 4×100 м. в/с; 2014, 2016, 2017 — эстафета 4×200 м. в/с; 2014—2016 — смешанная эстафета 4×50 м. в/с; 2016 — смешанная эстафета 4×50 м. комб).
Серебряный (2014 — эстафета 4×50 м. в/с; 2012—2014 — эстафета 4×100 м. в/с; 2012, 2013, 2015 — эстафета 4×200 м. в/с; 2015 — эстафета 4×50 м. комб, смешанная эстафета 4×50 м. комб; 2013 — эстафета 4×100 м. комб; 2017 — смешанная эстафета 4×50 м. в/с) и бронзовый (2012 — эстафета 4×100 м. комб.) призёр чемпионатов России на короткой воде.
По итогам зимнего чемпионата России 2021 года Устинова завоевала право представлять Россию в составе сборной команды на Олимпиаде в Токио.